# NGC 5518
NGC 5518 est une galaxie lenticulaire (elliptique ?) située dans la constellation du Bouvier. Sa vitesse par rapport au fond diffus cosmologique est de 4 971 ± 16 km/s, ce qui correspond à une distance de Hubble de 73,3 ± 5,1 Mpc (∼239 millions d'al). NGC 5518 a été découverte par l'astronome français Édouard Stephan en 1882.
Selon la base de données Simbad, NGC 5518 est une galaxie à noyau actif.
À ce jour, une mesure non basée sur le décalage vers le rouge (redshift) donne une distance d'environ 56,400 Mpc (∼184 millions d'al). Cette valeur est loin à l'extérieur des valeurs de la distance de Hubble. Notons cependant que c'est avec la valeur moyenne des mesures indépendantes, lorsqu'elles existent, que la base de données NASA/IPAC calcule le diamètre d'une galaxie et qu'en conséquence le diamètre de NGC 5518 pourrait être d'environ 23,9 kpc (∼78 000 al) si on utilisait la distance de Hubble pour le calculer.